# Болдыриха (Московская область)
Бо́лдыриха — деревня в Клинском районе Московской области России. Входит в состав сельского поселения Петровское. Население — 11 чел. (2010).

## Население
| 1852 | 1859 | 1890 | 1926 | 2002 | 2006 | 2010 |
| ---- | ---- | ---- | ---- | ---- | ---- | ---- |
| 130  | ↗146 | ↗192 | ↗224 | ↘13  | ↘11  | →11  |

## География
Расположена в западной части района, примерно в 29 км к юго-западу от города Клина, в 7 км от автодороги Р107 Клин — Лотошино. Связана автобусным сообщением с районным центром. Ближайшие населённые пункты — деревни Дятлово и Алферьево.

## История
В «Списке населённых мест» 1862 года Никольская (Болдыриха) — владельческая деревня Клинского уезда Московской губернии по правую сторону Волоколамского тракта, в 36½ верстах от уездного города, при речке Крестовке, с 22 дворами и 146 жителями (68 мужчин, 78 женщин).
По данным на 1890 год входила в состав Калеевской волости Клинского уезда, число душ составляло 192 человека.
В 1913 году — 34 двора.
В 1917 году селение было передано Петровской волости Клинского уезда.
По материалам Всесоюзной переписи населения 1926 года — деревня Дятловского сельсовета Петровской волости, проживало 224 жителя (107 мужчин, 117 женщин), насчитывалось 43 крестьянских хозяйства.
С 1929 года — деревня Дятловского сельсовета в составе Клинского района Московского округа Московской области. Постановлением ЦИК и СНК СССР от 23 июля 1930 года округа́ как административно-территориальные единицы были ликвидированы.
В 1939 году Болдыриха была передана Городищенскому сельсовету, в составе которого в том же году вошла в Высоковский район Московской области, образованный из части Клинского района в результате его разукрупнения.
В 1954 году Городищенский сельсовет ликвидирован, а селение передано в Новиковский сельсовет.
В 1957 году Высоковский район был упразднён, а его территория возвращена Клинскому району.
1963—1965 — в составе Солнечногорского укрупнённого сельского района.
В 1975 году Новиковский сельсовет был упразднён, все его селения переданы Тарховскому сельсовету.
В 1994 году Московской областной думой было утверждено положение о местном самоуправлении в Московской области, сельские советы как административно-территориальные единицы были преобразованы в сельские округа.
В 1995 году из-за переноса административного центра Тарховский сельский округ был преобразован в Елгозинский.
1994—2006 год — деревня Елгозинского сельского округа Клинского района.
С 2006 года — деревня сельского поселения Петровское Клинского района Московской области.
Уроженцы деревни Болдыриха: Прокофьевы Николай Иванович (1909-1995), Александр Иванович (1918-начало 1950-х), Михаил Иванович (1922-1989) и Константиновы  Алексей Егорович (1922-1942), Илья Константинович (1923-1943), участвовали в Великой Отечественной войне.